# كينيث إتش هنت
كينيث إتش هنت (بالإنجليزية: Kenneth H. Hunt)‏ هو فيزيائي ومهندس أسترالي، ولد في 1920، وتوفي في 2002.